# Maciej Górny
Maciej Maria Górny (ur. 7 maja 1976 w Warszawie) – polski historyk, prof. dr hab. nauk humanistycznych.

## Życiorys
Jest absolwentem Wydziału Historycznego Uniwersytetu Warszawskiego (2000). Stopień naukowy doktora uzyskał w 2006 w Instytucie Historii PAN na podstawie napisanej pod kierunkiem Macieja Janowskiego rozprawy pt. Marksistowskie nauki historyczne krajów Europy Środkowo-Wschodniej wobec tradycji narodowych historiografii XIX wieku (niemieckiej, polskiej, czeskiej i słowackiej). Stopień doktora habilitowanego otrzymał w 2015 w Instytucie Historii PAN na podstawie dorobku naukowego i rozprawy pt. Wielka wojna profesorów. Nauki o człowieku (1912–1923). 27 czerwca 2024 uzyskał tytuł profesora nauk humanistycznych.
Pracuje w Zakładzie Historii Idei i Dziejów Inteligencji w XIX–XX wieku w Instytucie Historii PAN. Zastępca dyrektora ds. naukowych tamże od ok. 2020. Zajmuje się: historią historiografii, historią Europy Środkowo-Wschodniej, badaniem stereotypów oraz stosunkami polsko-niemieckimi w XIX–XXI wieku. W latach 2015–2019 był redaktorem naczelnym czasopisma „Acta Poloniae Historica”.
Od 2024 członek Komitetu Nauk Historycznych PAN. 6 czerwca 2024 wszedł w skład Rady Fundacji Współpracy Polsko-Niemieckiej. 

## Wybrane publikacje
- Wydarzenia marcowe w Polsce – reakcje opinii publicznej w Czechosłowacji, Warszawa: PFSM 1998.
- Między Marksem a Palackým. Historiografia w komunistycznej Czechosłowacji, Warszawa: "Trio" 2001.
- Przede wszystkim ma być naród. Marksistowskie historiografie w Europie Środkowo-Wschodniej, Warszawa: "Trio" 2007 (przekład niemiecki: "Die Wahrheit ist auf unserer Seite" : Nation, Marxismus und Geschichte im Ostblock, aus dem Pol. übers. Peter Oliver Loew, Błażej Białkowski und Andreas Warnecke, Köln: Böhlau Verlag 2011; przekład angielski: The nation should come first: marxism and historiography in East Central Europe, transl. by Antoni Górny, ed. ass. Aaron Law, Frankfurt am Main: Peter Lang Edition 2013).
- (redakcja) Berlin: Polnische Perspektiven 19.–21. Jahrhundert, hrsg. von Dorota Danielewicz-Kerski, Maciej Górny, Berlin: Berlin Story Verlag 2008.
- (redakcja) Polska – Niemcy Wschodnie 1945–1990: wybór dokumentów, t. 3: Lata 1956–1957, pod red. Jerzego Kochanowskiego i Klausa Ziemera, wstęp, wybór i oprac. dokumentów Maciej Górny, Mateusz J. Hartwich, Warszawa: Wydawnictwo Neriton – Niemiecki Instytut Historyczny 2008.
- (redakcja) Polska – Niemcy: wojna i pamięć, pod red. Jerzego Kochanowskiego i Beate Kosmala, współpr. Maciej Górny i Andreas Mix, tł. z jęz. niem. Justyna Górny, Poczdam – Warszawa: Polsko-Niemiecka Współpraca Młodzieży 2009 (wyd. 2 popr. i rozsz. – 2013)
- (redakcja) Deutschland, Polen und der Zweite Weltkrieg : Geschichte und Erinnerung, hrsg. von Jerzy Kochanowski und Beate Kosmala ; unter Mitarb. Maciej Górny i Andreas Mix, wyd. 2. popr. i rozsz., Poczdam – Warszawa: Polsko-Niemiecka Współpraca Młodzieży 2013.
- (redakcja) Polsko-niemieckie miejsca pamięci, t. 4: Refleksje metodologiczne, red. Robert Traba, Hans Henning Hahn, współpr. Maciej Górny, Kornelia Kończal, Warszawa: Wydawnictwo Naukowe Scholar 2013.
- (współautor: Włodzimierz Borodziej), Nasza wojna. Europa Środkowo-Wschodnia, t. 1: Imperia 1912–1916, Wydawnictwo W.A.B. 2014.
- Wielka Wojna profesorów: nauki o człowieku (1912–1923), Warszawa: Instytut Historii PAN 2014.
- (redakcja) Polsko-niemieckie miejsca pamięci, t. 2: Wspólne/Oddzielne, red. Robert Traba, Hans Henning Hahn, współpr. Maciej Górny, Kornelia Kończal, Warszawa: Wydawnictwo Naukowe Scholar 2015.
- Metamorfozy społeczne, t. 11: Kreślarze ojczyzn. Geografowie i granice międzywojennej Europy, Warszawa: IH PAN 2017.